# Słopsk (gromada)
Słopsk – dawna gromada, czyli najmniejsza jednostka podziału terytorialnego Polskiej Rzeczypospolitej Ludowej w latach 1954–1972.
Gromady, z gromadzkimi radami narodowymi (GRN) jako organami władzy najniższego stopnia na wsi, funkcjonowały od reformy reorganizującej administrację wiejską przeprowadzonej jesienią 1954 do momentu ich zniesienia z dniem 1 stycznia 1973, tym samym wypierając organizację gminną w latach 1954–1972.
Gromadę Słopsk z siedzibą GRN w Słopsku utworzono – jako jedną z 8759 gromad na obszarze Polski – w powiecie wołomińskim w woj. warszawskim, na mocy uchwały nr VI/10/23/54 WRN w Warszawie z dnia 5 października 1954. W skład jednostki weszły obszary dotychczasowych gromad Dręszew, Marianów i Słopsk ze zniesionej gminy Dąbrówka oraz obszar dotychczasowej gromady Młynarze ze zniesionej gminy Zabrodzie w tymże powiecie. Dla gromady ustalono 12 członków gromadzkiej rady narodowej.
31 grudnia 1959 z gromady Słopsk wyłączono (a) wieś Dręszew, włączając ją do gromady Dąbrówka oraz (b) wieś Marianów, włączając ją do gromady Józefów w tymże powiecie, po czym gromadę Słopsk zniesiono a jej (pozostały) obszar włączono do gromady Zabrodzie tamże.